# Parco della Vittoria (Riga)
Il Parco della Vittoria (in lettone Uzvaras parks, in russo Парк Победы?) è un parco pubblico di Riga, capitale della Lettonia. Situato sulla riva sinistra del Daugava, nel distretto di Āgenskalns, si estende su un'area di 36,7 ettari.

## Storia
Quando la Lettonia era nell'impero russo, il parco era conosciuto come Parco di Pietro (in russo Петровский парк?   , in lettone Pētera parks), in onore dello za Pietro il Grande, creato nel 1909 alla vigilia di una celebrazione su larga scala del bicentenario dell'adesione del Governatorato di Livonia all'Impero russo. La cerimonia ufficiale di apertura del complesso del parco ebbe luogo a metà del 1910 alla presenza dello zar Nicola II e del sindaco di Riga George Armitstead .
Nel 1923, il parco fu ribattezzato Parco della Vittoria in onore della vittoria nel 1919 sull'esercito volontario della Russia occidentale sotto il comando del colonnello Pavel Bermondt-Avalov durante la guerra d'indipendenza lettone.
Prima della seconda guerra mondiale fu effettuata una ricostruzione del parco, volta a creare un nuovo centro ricreativo socialmente significativo per la popolazione della capitale lettone. Nel 1930 furono avviati i lavori di abbellimento e la restante area paludosa fu bonificata. Durante questo periodo nella piazza si svolsero le parate militari e nel 1938 il IX Festival della Canzone Lettone, per il quale fu costruito un palcoscenico progettato dell'architetto Aleksandrs Birznieks. Dopo il rafforzamento dell'autoritarismo in Lettonia, il capo di stato Kārlis Ulmanis progettò di creare in questo parco uno stadio monumentale, che simboleggiasse la grandezza dello stato e fosse paragonabile per dimensioni (25.000 posti a sedere) allo Stadio Olimpico di Berlino, dove furono organizzate i Giochi della XI Olimpiade nel 1936. Il progetto degli architetti Friedrich Skujiņa e Georga Dauge vinse il concorso pubblico, che prevedeva la costruzione di un Viale della Vittoria largo diverse decine di metri con una Torre della Vittoria alta sessanta metri all'estremità della piazza: in cima alla torre, durante le processioni solenni, sarebbe stato acceso il Fuoco della Vittoria, mentre ai piedi sarebbe stato allestito un santuario in memoria degli eroi del popolo. Sul lato destro del viale, era prevista la costruzione di un'area festiva per sfilate ed eventi di massa con tribune e un palcoscenico permanente per il Festival della Canzone (più o meno al posto dell'attuale albergo Bellevue Park). Sono stati inoltre progettati una pista ciclabile, un palazzetto dello sport con una capacità di 10.000 persone e un porto nella baia di Āgenskalns. Vennero organizzate sottoscrizioni popolari che raccolsero 3 milioni di lats per la costruzione del parco, i cui ambiziosi lavori vennero iniziati, ma poi interrotti dalla seconda guerra mondiale. Dopo la fine della guerra, il 3 febbraio 1946 i funzionari sovietici impiccarono pubblicamente sette ufficiali dell'esercito e delle SS tedeschi nel parco: tale evento è ricordato come l'ultima esecuzione pubblica in Lettonia.
Durante il periodo sovietico, nel 1961 il Consiglio comunale di Riga decise di rinominare il parco in onore del XXII Congresso del PCUS, nel quale Nikita Khrushchev dichiarò la costruzione del comunismo nell'Unione Sovietica. Nel 1963 il parco fu migliorato, scavando uno stagno e seminando un prato, e modificando il letto del Mārupīte, con il quale il parco fu fermato per un po'.
All'inizio degli anni 1980, si decise di creare un insieme monumentale che glorificasse il potere sovietico nel parco, tenendo conto della mancanza di tali luoghi a Riga e della tendenza prevalente a costruire monumenti nell'Unione Sovietica. Nel 1985 è stato inaugurato il Monumento ai liberatori della Lettonia sovietica e di Riga dagli invasori fascisti tedeschi in onore dei soldati dell'esercito sovietico, con un obelisco alto 79 metri; in tale occasione il consiglio comunale di Riga ha ribattezzato di nuovo l'area come "Parco della Vittoria".
Nel 2003, in occasione del 15º anniversario del Fronte Popolare Lettone, i deputati del Consiglio supremo, che hanno votato per il ripristino dell'indipendenza della Lettonia, hanno piantato 138 alberi nel parco.
Al giorno d'oggi, l'importanza del parco è incentrata sulla ricreazione attiva; il parco dispone di una pista da sci di fondo con innevamento artificiale. Oltre all'uso del parco per promuovere la ricreazione attiva per i cittadini, il parco ha anche un significato politico e ideologico in alcune date precedenti nell'Unione Sovietica. Il parco, più precisamente il Monumento ai liberatori della Lettonia è diventato oggetto di controversia tra persone di diverse opinioni politiche, tanto che nel corso degli anni il monumento è stato oggetto di vari atti di vandalismo e tentativi di smantellamento, fino al suo abbattimento nel 2022.